# Kyndahl Hill
Kyndahl James Hill (Houston, 21 agosto 1994) è un cestista statunitense.